# M1 SNCB
Pour les articles homonymes, voir M1.
Les M1 sont des voitures à voyageurs pour trafic intérieur de la SNCB. Elles inaugurent l'époque des voitures métalliques à bogie en trafic intérieur, simultanément avec les voitures K1, spécialisées dans la desserte des grandes lignes.

## Histoire

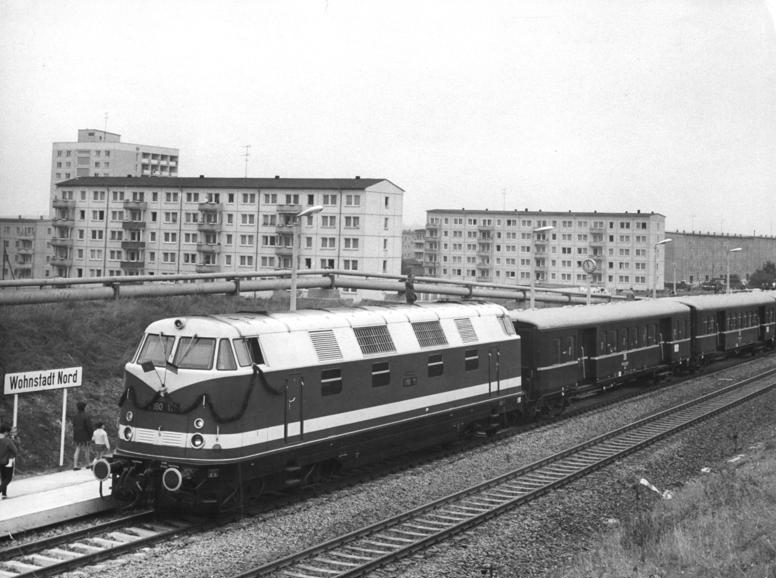
Une rame de voitures M1 sur un train inaugural du S-Bahn de Halle-sur-Saale

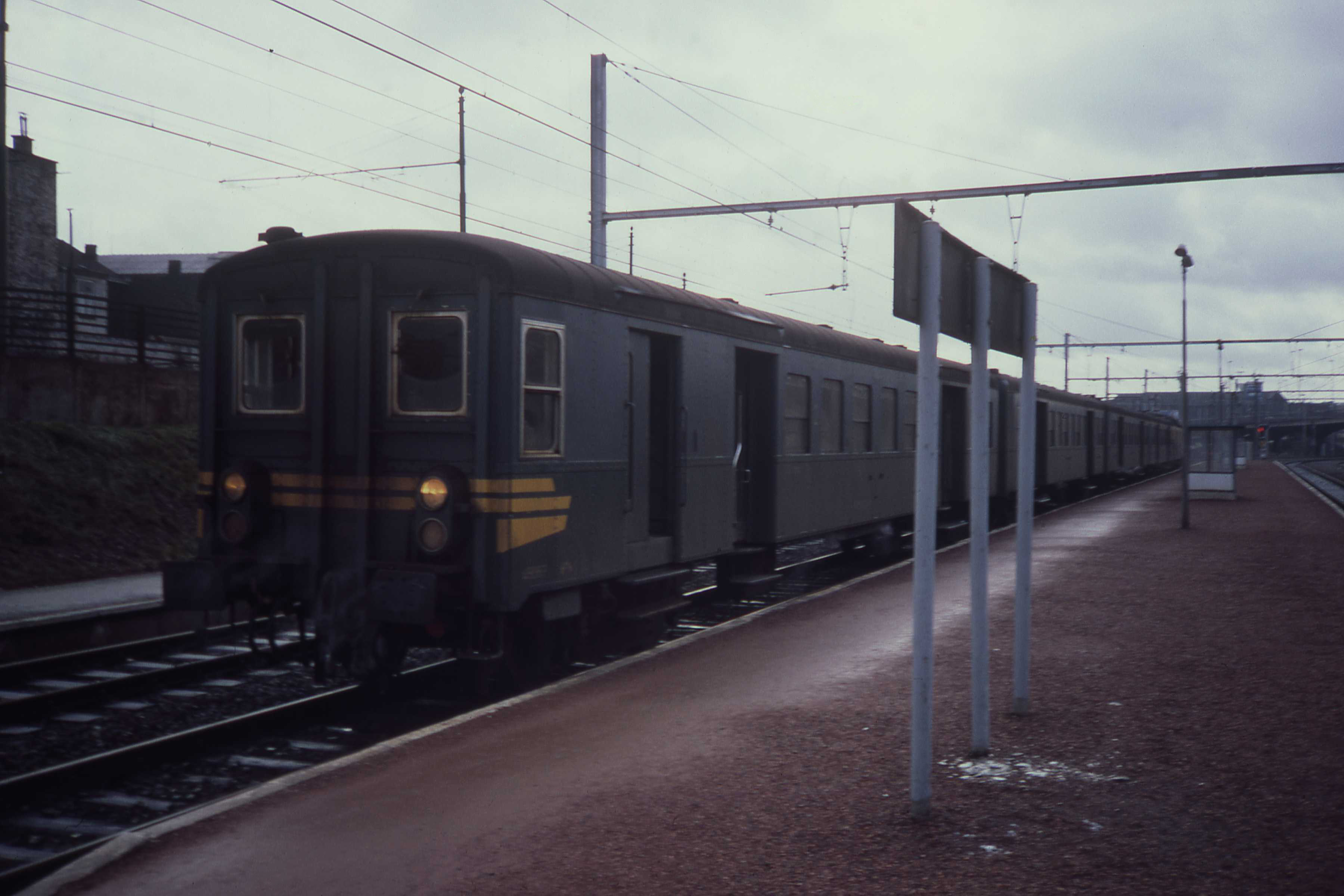
Une rame réversible à la gare Charleroi-ouest, juste avant la mise en service de la traction électrique sur la ligne 140 en 1986

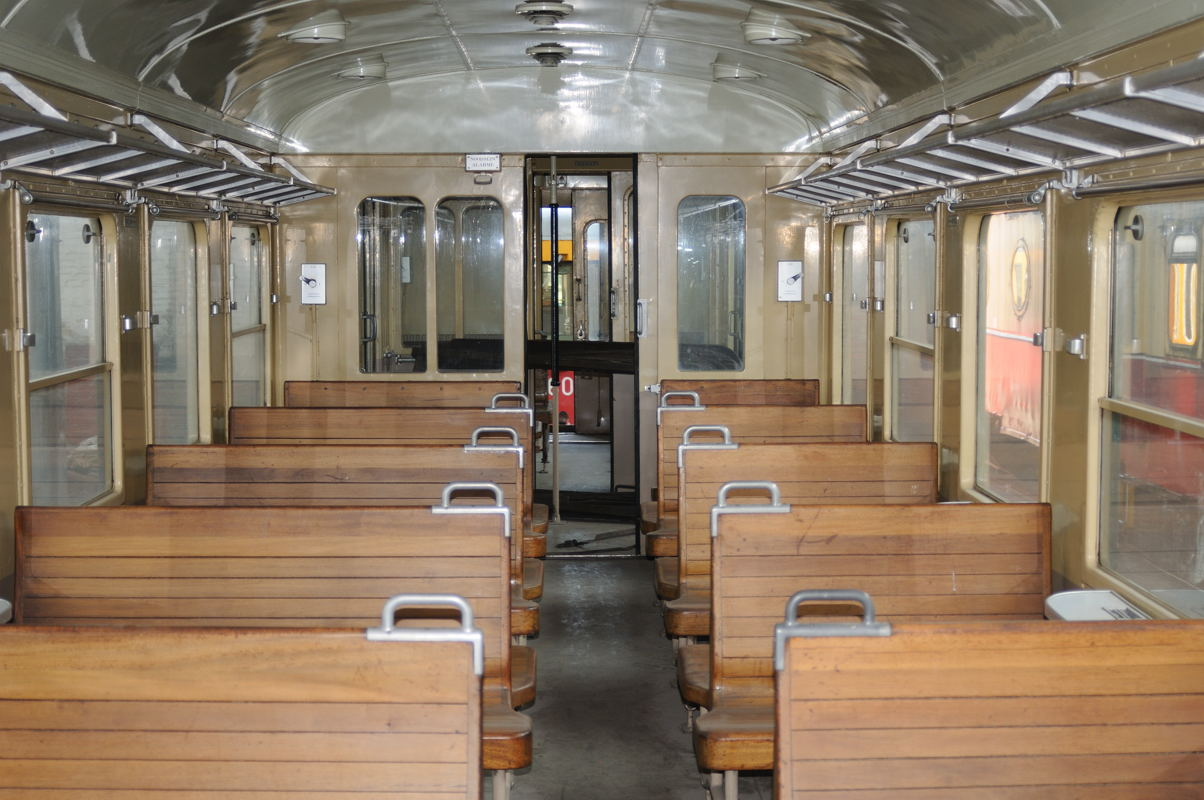
L'intérieur en bois de 3e (devenue 2e) classe, dépourvu de zone d'appui pour la tête.

### Mise au point
Outre la caisse métallique, dont l'intérêt principal était une bien meilleure résistance en cas d'accident (notamment par la présence de zones de déformation en bout de caisse), ces voitures introduisent plusieurs nouveautés : l'intercirculation couverte (soufflets) et la commande pneumatique des portes.
Elles eurent toutefois une réputation assez négative en matière de confort : outre les banquettes en bois (ce qui était le standard de la 3e classe lors de leur conception et ne fit jamais l'objet d'une rénovation), ces voitures n'étaient pas fort isolées, donc bruyantes et sensibles aux variations de températures.

### Projets de modification
La poste belge réclama la transformation de plusieurs voitures à compartiment à bagages avec la création d'un second compartiment, destiné au transport de courrier.
Ce projet ne vit jamais le jour.

#### Remorques d'automotrice
En 1938, alors que la SNCB projetait d'électrifier toutes les lignes partant de Bruxelles (étoile de Bruxelles) pour le service des trains de banlieue, on proposa de réutiliser une partie des voitures M1, rendues inutiles à la suite du remplacement des trains, à vapeur, qui employaient ces voitures. Il était prévu de commander des automotrices simples capables de tracter au moins deux voitures M1, dont l'équipement serait adapté, et de réaliser des rames comportant entre un et six éléments avec au moins une motrice à chaque extrémité et une motrice au centre pour les longues rames (plusieurs sur les lignes à fortes rampes).
La caisse de ces automotrices, de 22 mètres, auraient été fortement inspirée des voitures M1 (portes, intérieurs, dimension des travées...) et elles auraient comporté des bogies à quatre voire six essieux (disposition A1A). Une centaine de voitures M1 auraient été transformées en remorques intermédiaires de troisième classe avec attelage automatique (mais chauffage vapeur fourni par la motrice).
Un autre projet, la construction d'automotrices doubles, proches des AM 39 et la transformation en automotrices doubles des automotrices de 1935, eut davantage la faveur de la SNCB. En 1940, on proposait encore de réaliser 16 automotrices simples (en transformant des remorques intermédiaires d'automotrices construites en 1939) et de transformer le même nombre de voitures M1, ce projet passa définitivement à la trappe dès l'année suivante et les recherches visant à électrifier l'étoile de Bruxelles, à commencer par la ligne 124, aboutirent à la seule commande d'automotrices doubles (future AM46 et futures AM50) et à celle de locomotives électriques (série 29).

### Seconde guerre mondiale
Lors de la Seconde Guerre mondiale, les voitures M1, tout comme de nombreuses voitures belges furent éparpillées dans toute l'Europe et plusieurs furent détruites. Après la guerre, certaines, qui se trouvaient à l'étranger, furent restituées mais d'autres, surtout à l'Est du rideau de fer, furent prises en écriture par les pays dans lesquels elles se trouvaient à la libération.
Ainsi, une série de voitures M1 fut intégrée par la Direction régionale de Halle-sur-Saale de la Deutsche Reichsbahn où elles ont encore été assoicées au lancement du S-Bahn de Halle en 1969 avant d'être retirées du service dans les années suivantes.
En Belgique, l'effectif des voitures de troisième classe passa ainsi de 250 à 214, celui des voitures mixte première/seconde classe de 127 à 115 et les voitures 3e classe/fourgon de 127 à 118.

### Après-guerre
Lors de la suppression de la troisième classe (qui fut en fait une suppression de la luxueuse première classe avec renumérotation des deux classes subsistantes) en 1952, aucune transformation ne fut réalisée, les compartiments ex troisième classe restèrent équipés de banquettes en bois.
Les voitures furent renumérotées en 1957 : les voitures de seconde classe passèrent de la série 63xxx à 42xxx, les voitures mixtes 1re/2e classe passèrent de 65xxx à 43xxx et les voitures dotées d'un fourgon de 67xxx à 49xxx. La voiture prototype mixte 1re/2e classe avait entretemps été transformée en voiture de seconde classe et renumérotée 63000 puis 42001. La renumérotation se fit en séries continues, les matricules en fin de série remplaçant les voitures perdues lors de la seconde guerre mondiale.
Étonnamment, ces voitures ne virent jamais leurs banquettes en bois remplacées par des sièges rembourrés.

### Fin de carrière

#### Rames réversibles
Ces voitures ont également été adaptées à la traction diesel en réversibilité dans les années 1960, par ajout d'un poste de conduite à certaines voitures munies d'un fourgon (renumérotées 491xx alors que celles sans poste de pilotage restaient dans la série 490xx).
Certaines voitures mixtes 1re/2e classe furent également dotées d'un convertisseur pneumatique/électrique afin de pouvoir commander autant les motrices de conception cockerill/Baldwin (commande pneumatique) que les motrices de conception Brugeoise et Nivelles / EMD (commande électrique). Cette voiture devant alors se trouver contre la motrice. Ces voitures pilotes furent les dernières en service (parfois même en y interdisant l'accès aux voyageurs), le temps que des voitures-pilotes M2 viennent les relayer.
En 1984, le plan IC-IR de refonte (et de réduction) de l'offre voyageur et l'arrivée massive des voitures M4 réduisent l'utilisation de ces voitures aux quelques lignes ou leur réversibilité est irremplaçable, comme sur la ligne 140 (Charleroi-Ottignies) jusqu'à son électrification en 1986.
Entre 1985 et 1987, 14 voitures AB, 12 BD et 23 B sont revendues aux Chemins de Fer marocains. Elles ont entretemps été mises hors-service.

## Fabricants
Au début des années 1930, 6 prototypes sont commandés à la Société Anonyme la Métallurgique de Nivelles et aux Ateliers de la Dyle de Louvain. Les premiers sont chargés de construire une version plus courte (~20 m) que les seconds (~23 m). Dans cette version longue, un compartiment de troisième classe supplémentaire est disponible.
Les voitures prototypes "courtes" de troisième classe à 8 compartiments (numérotée 63001), mixte 2e/3e (65001) et 3e/fourgon (67001) resteront donc des exemplaires uniques, incorporés toutefois à la série dont la numérotation commencera par 6x002 aur[incompréhensible] les prototypes long.
La production de série, basée sur la version longue, débutera en 1935. En pleine crise des années 1930, elle sera répartie entre de nombreux ateliers de construction métalliques du pays afin de soutenir ces entreprises.

### Voitures de troisième classe
- Les 63003 à 63042 (40 unités) par les Ateliers métallurgiques de Nivelles
- Les 63043 à 63082 (40 unités) par la Compagnie Centrale de Construction (Haine-Saint-Pierre)
- Les 63083 à 63122 (40 unités) par la Société franco-belge (Seneffe et Godarville),
- Les 63123 à 63147 (25 unités) par Baume & Marpent (Haine-Saint-Pierre),
- Les 63148 à 63192 (45 unités) par les Ateliers de construction de et à Familleureux,
- Les 63193 à 63222 (30 unités) par la Société métallurgique Saint Eloi à Enghien
- Les 63223 à 63252 (30 unités) par les Ateliers Germain (Monceau sur Sambre)

### Voitures mixtes2e/3eclasse
- Les 65003 à 65047 par les Ateliers de la Dyle.
- Les 65048 à 65092 par La Brugeoise, Nicaise et Delcuve (Bruges et La Louvière).
- Les 65093 à 65127 par Ragheno à Malines.

### Voitures mixtes fourgon /3eclasse
- Les 67003 à 67032 par La Brugeoise, Nicaise et Delcuve.
- Les 67033 à 67062 par Energie (Marcinelle).
- Les 67063 à 67082 par les Ateliers de Braine-le-Comte.
- Les 67083 à 67107 par les Ateliers de Seneffe (Société franco-belge).
- Les 67108 - 67127 par les Ateliers de Godarville (Société franco-belge).

## Voitures préservées
Plusieurs exemplaires sont conservés par la SNCB et les associations de préservation.
| Matricule                                                                            | Propriétaire       | Illustration | Remarque |
| ------------------------------------------------------------------------------------ | ------------------ | ------------ | --- |
| B 42002                                                                              | PFT                |              | Voiture prototype courte - transférée du patrimoine historique SNCB - à rafraichir                                                                                            |
| B 42005                                                                              | Bahnhofcafé Raeren |              | D'abord acquise par le Museum Stoomtrein der Twee Bruggen qui la fit équiper d'une cuisine dans l'un des compartiments d'extrémité, puis reprise par le Stoomcentrum Maldegem |
| B 42014                                                                              | CFV3V              |              | (survie à confirmer) |
| B 42062                                                                              | SCM                |              | Transférée du patrimoine historique SNCB, rénovée |
| B 42078                                                                              | CFV3V              |              | |
| B 42087                                                                              | Train World        |              | Voiture "Croix rouge" exposée au Musée Train World. |
| B 42094                                                                              | CFV3V              |              | |
| B 42097                                                                              | PFT                |              | sortie de révision en 2013 |
| B 42170                                                                              | Nene Valley        |              | repeinte en livrée "CIWL" |
| B 42???                                                                              | SDP                |              | |
| AB 43045                                                                             | PFT                |              | sortie de révision en 2009 |
| B 43060                                                                              | CFV3V              |              | plateau hydraulique pour chaises roulantes |
| BD 49019                                                                             | CFV3V              |              | |
| BD 49020                                                                             | CFV3V              |              | transformée en voiture buffet. repeinte en livrée CIWL |
| BD 49035                                                                             | SCM                |              | Restaurée en 2015 |
| BD 49051                                                                             | SCM                |              | À restaurer |
| BDx 49108                                                                            | PFT                |              | À restaurer |
| C 63073                                                                              | SCM                |              | Renumérotée B 42062 |
| BC 65051                                                                             | SCM                |              | Renumérotée AB 43046 |
| B 42.097 B 42.128 B 42.213 BDx 49.108                                                | SNCB               |              | plusieurs des voitures SNCB sont déjà transférées aux associations |
| B 42.032 B 42.035 B 42.057 B 42.160 B 42.201 B 42.213 AB 43.068 AB 43.072 BDx 49.117 | Vennbahn           |              | rame démolie en 2003. |

## Sources